# Miniopterus pallidus
Miniopterus pallidus — вид довгокрилів (Miniopterus), що проживає в таких країнах: Туреччина, Вірменія, Азербайджан, Сирія, Ліван, Йорданія, Іран, Ірак, Туркменістан, Афганістан.

## Таксономічні примітки
Відділено від M. schreibersii.